# Landesregierung Sylvester II
Die Landesregierung Sylvester II unter Landeshauptmann Hans Sylvester bildete die Burgenländische Landesregierung während der Phase des österreichischen Ständestaates. Die Landesregierung amtierte vom 11. November 1934 bis zum 11. März 1938. Die Amtszeit der Landesregierung endete mit der Machtübernahme der Nationalsozialisten am 12. März 1938. Ihr folgte die Landesregierung Portschy nach. Während der Amtszeit der Landesregierung kam es zu zwei personellen Veränderungen. Landesstatthalter Walter Riebl wurde am 3. Jänner 1936 vom Landtagsabgeordneten Max Coreth abgelöst, Landesrat Johann Wagner wurde am 20. Mai 1936 durch Michael Berthold ersetzt.
Nach der Machtübernahme der Nationalsozialisten in Österreich bis zur Auflösung des Burgenlandes am 15. Oktober 1938 amtierte die am 12. März 1938 von Bundeskanzler Arthur Seyß-Inquart ernannte Landesregierung Portschy. Sylvester wurde im März 1938 er als politischer Vertreter des vorherigen Regimes verhaftet und in das KZ Dachau deportiert, wo er am 19. Jänner 1939 umkam.

## Regierungsmitglieder
| Amt                                                     | Name             | Zuständigkeitsbereiche |
| ------------------------------------------------------- | ---------------- | ---------------------- |
| Landeshauptmann                                         | Hans Sylvester   |                        |
| Landesstatthalter                                       | Max Coreth       |                        |
| Landesrat                                               | Michael Berthold |                        |
| Landesrat                                               | Karl Posch       |                        |
| Landesrat                                               | Franz Strobl     |                        |
| Vorzeitig ausgeschiedene Mitglieder der Landesregierung |                  |                        |
| Landesstatthalter                                       | Walter Riebl     |                        |
| Landesrat                                               | Johann Wagner    |                        |